# Gestreepte muisspecht
De gestreepte muisspecht (Xiphorhynchus obsoletus) is een zangvogel uit de familie Furnariidae (ovenvogels).

## Verspreiding en leefgebied
Deze soort komt voor in het Amazonebekken en telt vier ondersoorten:
- X. o. palliatus: het westelijk Amazonebekken.
- X. o. notatus: oostelijk Colombia, zuidwestelijk Venezuela en noordwestelijk Brazilië.
- X. o. obsoletus: oostelijk Venezuela, de Guyana's en noordelijk Brazilië.
- X. o. caicarae: centraal Venezuela.

## Status
De grootte van de populatie is niet gekwantificeerd maar de soort wordt omschreven als vrij algemeen. Op de Rode lijst van de IUCN heeft deze soort de status niet bedreigd.